# Любачувка
Любачувка (укр. Любачівка; в верхнем течении Завадовка) — река в Яворовском районе Львовской области Украины и в Любачувском повяте Подкарпатского воеводства Польши. Правый приток реки Сан (бассейн Вислы).
Длина реки 88 км (из них 20 км — на территории Украины), площадь бассейна 1129 км². Река равнинная, пойма местами заболочена. Есть пруды около сёл Калытяки и Грушев.
Берёт начало из каскада прудов на Яворовском танкодроме, в юго-западных отрогах украинской части Расточья. От истоков течёт на северо-запад, пересекает польско-украинскую границу к северу от села Грушева, и после принятия притока Нова-Жека меняет название на Любачувка. В городе Любачув поворачивает на юг и далее постепенно поворачивает на запад. Впадает в Сан севернее города Ярослав.

## Притоки
(от устья)
- Радавка (пр)
- Старыч (пр)
- Бачорка (пр)
- Мочидло (лв)
- Ров (пр)
- Чернявка (лв)
- Липовый Ров (пр)
- Лукавец (лв)
- Млака (лв)
- Пшерва (пр)
- Солотва (пр)
- Вишня (пр)
- Замила (лв)
- Нова-Жека (пр)

(граница Украина — Польша)
- Рыбная (Блех) (пр)
- Смердех (Бронка) (пр)
- Вонячка (пр)
- Волена (пр)
- Гнилой (пр)